# Throne
"Throne" é uma canção da banda britânica de rock Bring Me the Horizon. Produzida pelo tecladista Jordan Fish e pelo vocalista Oliver Sykes, foi apresentada no quinto álbum de estúdio da banda, That's the Spirit (2015), e lançada como o terceiro single do álbum em 24 de julho de 2015. Liderou a parada UK Rock & Metal Singles Chart e a US Billboard Mainstream Rock, e alcançou o número 51 no UK Singles Chart e o número 12 na Billboard Hot Rock Songs.

## Promoção e lançamento
"Throne" estreou na BBC Radio 1 em 23 de julho de 2015 como a "Hottest Record" da apresentadora Annie Mac, antes de ser lançada como single no dia seguinte junto com seu videoclipe. Pouco antes do lançamento do álbum, "Throne", "Happy Song" e "Drown" foram tocadas no Maida Vale Studios para o programa Live Lounge da Radio 1. Em outubro, "Throne" e "Happy Song" foram usados como temas oficiais do programa de luta livre profissional NXT TakeOver: Respect.

## Composição e letra
Em uma conversa faixa por faixa de That's the Spirit para o Spotify, o vocalista Oliver Sykes explicou que "Throne" foi uma das primeiras canções escritas para o álbum a serem consideradas como single a ser lançado, afirmando que "pareceu como nossa música de retorno". O tecladista Jordan Fish descreveu a faixa como "uma das canções mais simples e diretas" de That's the Spirit, observando sua progressão natural de elementos introduzidos em Sempiternal de 2013, incluindo "um ritmo acelerado e melodias realmente fortes".
Descrevendo a faixa como "rápida, curta [e] simples", Sykes sugeriu que a frase "So you can throw me to the wolves/Tomorrow I will come back leader of the whole pack" (Então você pode me jogar aos lobos/Amanhã voltarei líder de toda a matilha)" resume o tema da música, incluindo a proposição de que "as pessoas que te quebram também são as que te criam". Escrevendo para a revista Billboard, Jon Wiederhorn também destacou esta linha como um resumo do tema da música, "superação da adversidade". "Throne", influenciada pelo nu metal, foi descrita como rock eletrônico, hard rock, arena rock e pop rock.

## Videoclipe
O videoclipe de "Throne" foi lançado juntamente com o single em 24 de julho de 2015, depois de ser lançado com um pequeno trailer dois dias antes. Dirigido por Sykes e Plastic Kid, foi comparado estilisticamente à série de TV Game of Thrones por vários compositores musicais. Andrew Trendell, da Gigwise, destacou que o vídeo "mostra cenas de drama medieval e conflitos feudais", enquanto Chillingworth da TeamRock descreveu o vídeo como "ridículo" e "maluco", reclamando que "não faz nenhum terrível sentido". Em dezembro, a banda também lançou um vídeo de sua apresentação ao vivo da música, no Webster Hall em Nova York no início do ano.

## Recepção critica
Tal como aconteceu com os singles anteriores "Drown" e "Happy Song", alguns críticos destacaram "Throne" como evidência da mudança de direção da banda em relação ao material anterior. Escrevendo para TeamRock, Alec Chillingworth observou que a música "dividiu opiniões por todas as lojas", propondo que seria vista "como um golpe de gênio por alguns e uma mancha de merda abominável por outros" devido ao seu som de influência eletrônica. Tom Bryant, da Alternative Press, descreveu a faixa como "uma reminiscência do Linkin Park", propondo especificamente que é "uma atualização do dubstep de Meteora com Sykes em um modo Chester Bennington desafiador". David Renshaw para o NME também fez a comparação com o Linkin Park em "Throne" e "Avalanche", propondo que isso foi em parte graças aos "refrões cantados e produção expansiva e intensa" das canções.
Outros críticos foram geralmente positivos sobre "Throne". O escritor da Billboard Jon Wiederhorn descreveu a música como "Otimista, melódica e barulhenta sem ser agressiva", propondo que ela "captura sucintamente a essência de todo o álbum". James Christopher Monger do AllMusic selecionou-o como um dos destaques de That's the Spirit, apelidando-o de "tão sarcástico quanto [é] apoplético". Da mesma forma, Sarah Jamieson, da revista DIY, afirmou que "Throne... atinge novos picos tremendos" para a banda, enquanto Bradley Zorgdrager da Exclaim! também o elogiou como um ponto alto do álbum. Andy Biddulph da Rock Sound, descreveu "Throne" como "épico, estrondoso e arranha-céus em medida igual". Em 2019, a Billboard classificou a música em terceiro lugar em sua lista das 10 melhores músicas de Bring Me the Horizon, e em 2022 a Kerrang! a classificou em segundo lugar em sua lista das 20 melhores músicas da banda.

## Desempenho comercial
"Throne" entrou na UK Singles Chart na posição 51 em 31 de julho de 2015, ao mesmo tempo em que liderou a UK Rock & Metal Singles Chart. Permaneceu no topo da parada por 12 semanas consecutivas, antes do single "Irresistible" do Fall Out Boy ocupar seu lugar. A canção voltou a UK Singles Chart em 3 de setembro e permaneceu no top 100 por mais sete semanas, enquanto novamente liderou a parada de rock em 6 de novembro. Nos Estados Unidos, a faixa se tornou o primeiro lançamento da banda a chegar ao topo da parada Mainstream Rock da Billboard, ao mesmo tempo em que alcançou a posição 12 na parada Hot Rock Songs e a posição 37 na parada Alternative Songs. A faixa mais tarde foi registrada na Mainstream Rock anual de na posição de número 34 e na Hot Rock Songs anual em número 54. Em outros lugares, alcançou a posição 58 no Australian Singles Chart. e no número 29 na tabela belga Ultratip, da região de Flandres. Em janeiro de 2021, a música foi certificada como disco de ouro no Reino Unido pela BPI, vendendo 412.500 unidades.

## Créditos
| Bring Me the Horizon - Oliver Sykes – vocais principais, produção, composição, programação - Lee Malia – guitarra, composição - Matt Kean – baixo, composição - Matt Nicholls – bateria, composição - Jordan Fish – teclado, sintetizador, programação, percussão, vocais de apoio, produção, composição, engenharia Músicos adicionais - Maddie Cutter – violoncelo - Will Harvey – violino | Créditos adicionais - Al Groves – engenharia - Sam Winfield – engenharia - Nikos Goudinakis – engenharia assistente - Ted Jensen – masterização - Dan Lancaster – mixagem |

## Na cultura popular
- Em 2015, a canção foi utilizada no terceiro episódio da sétima temporada de The Vampire Diaries.[41]
- Em 2018, Match of the Day usou "Throne" na montagem de abertura da Premier League no episódio de 31 de março, da temporada 2017-18 da Premier League.[42]

## Paradas

### Semanais
| Parada (2015–16)                                        | Posição de pico |
| ------------------------------------------------------- | --------------- |
| Australia (ARIA)                                        | 58              |
| Bélgica (Ultratop 50 de Flandres)                       | 29              |
| Canadá (Billboard Rock)                                 | 40              |
| Escócia (Scottish Singles Chart)                        | 39              |
| Reino Unido (UK Singles Chart)                          | 51              |
| Reino Unido (OCC UK Rock and Metal)                     | 1               |
| Estados Unidos (Billboard Hot Rock & Alternative Songs) | 12              |
| Estados Unidos (Billboard Rock Airplay)                 | 14              |